# カトレゴ・ムフェラ
カトレゴ・ムフェラ（Katlego Mphela、1984年11月29日 - ）は、南アフリカ共和国・ブリッツ出身のサッカー選手。ポジションはオフェンシブハーフ、フォワード。

## 経歴
ジョモ・コスモスを経て、2004年にRCストラスブールへと移籍しヨーロッパの舞台へと進出する。しかしながら、2つのチームでプレーするもヨーロッパでは結果を出すことができず、僅か2シーズンで放出された。2006年夏以降は南アフリカ共和国に戻ってプレーしている。
南アフリカ共和国代表としては2005年にデビュー後、主にトップ下として定着している。強烈なプレースキックが持ち味でフリーキッカーとしての評価も高い。

## 代表歴

### 出場大会
- 南アフリカ代表
  - 2010 FIFAワールドカップ

### 試合数
- 国際Aマッチ 53試合 23得点（2005年-2013年）[1]

| 南アフリカ代表 | 国際Aマッチ | 国際Aマッチ |
| 年             | 出場        | 得点        |
| -------------- | ----------- | ----------- |
| 2005           | 4           | 3           |
| 2006           | 4           | 0           |
| 2007           | 1           | 0           |
| 2008           | 3           | 1           |
| 2009           | 11          | 4           |
| 2010           | 16          | 10          |
| 2011           | 6           | 4           |
| 2012           | 3           | 1           |
| 2013           | 5           | 0           |
| 通算           | 53          | 23          |